# Lossie
Der Lossie, schottisch-gälisch Losaidh, ist ein Fluss in Schottland. Er entsteht durch den Zusammenfluss mehrerer Quellbäche in den dünnbesiedelten Hochlanden von Moray an den Hängen des Carn Kitty. Zwischen Quelle und Mündung liegt eine Strecke von 31 km. Sein Lauf weist hingegen eine Länge von 50 km auf, was den mäandrierenden Verlauf des Lossie widerspiegelt. Am Oberlauf nimmt der Fluss verschiedene Bergbäche auf und überwindet mehrere Stromschnellen. Der Lossie fließt zunächst vornehmlich in nordöstlicher Richtung und dreht dann nach Norden ab. Er passiert die kleine Ortschaft Dallas und folgt ab diesem Ort wieder einer nordöstlichen beziehungsweise nördlichen Richtung. Der Fluss erreicht Elgin, wo ihn die Fernstraße A96 quert. Kurz vor seiner Mündung in den Moray Firth bei Lossiemouth nimmt der Lossie die Entwässerungskanäle Spynie Canal und Innes Canal auf.
Wie die meisten Flüsse in der Region trat auch der Lossie bei den Flutereignissen im Jahre 1829 über die Ufer. Hierbei wurden zahlreiche querende Brücken zerstört.